# Kordíky
Kordíky jsou obec na Slovensku v okresu Banská Bystrica. V obci žije 492 obyvatel.

## Historie obce
Obec vznikla v 16. století.

## Poloha
Obec leží 800–1200 metrů nad mořem a 14 km severozápadně od Podlavic (část Banské Bystrice).

## Možnosti turistiky
Kordíky mají velmi dobré podmínky pro rozvoj letní a zimní turistiky. V obci funguje jeden lyžařský vlek. V okolí obce se nacházejí turistické cesty. Dokonce je vybudovaná naučná stezka okolo obce, u které se nachází malé jezírko a několik míst na rodinné posezení.
Na jihu obce se nachází malé fotbalové hřiště s umělým trávníkem. K hřišti se plánuje dostavět i atletická dráha.